# Чегемский детектив
«Чегемский детектив» — художественный фильм, жанр — детектив, комедия. «Грузия-фильм», «Мосфильм», 1986.

## Сюжет
События происходят в селе Чегем (Абхазия) в 1940-е годы. Из колхозной кассы пропала крупная сумма денег. Колхозники находят в старом дереве искусственный скелет человека и решают, что он принадлежит бухгалтеру Чичико. Милиция бессильна найти преступника. Расследовать дело берётся простой колхозник, немолодой Кязым, который сразу догадался, кто является вором
Знание психологии, умение найти общий язык с любым человеком и обычный здравый смысл помогает ему заставить преступника проявить себя.

## В ролях
- Нурбей Камкиа — Кязым
- Руслан Микаберидзе — Бахут
- Бадри Бегалишвили — Цурцумия
- Шарах Пачалия — председатель
- Этери Когониа — Нуца
- Гиви Сарчемелидзе — Теймыр
- Ролан Быков — милиционер
- Берта Хапава — жена Теймыра
- Нана Мчедлидзе — бабушка
- Михаил Вашадзе — участник застолья
- Зураб Капианидзе — хозяин коровы
- Нина Гомиашвили — дочь Кязыма
- Фазиль Искандер — текст за кадром